# Hans Lippershey

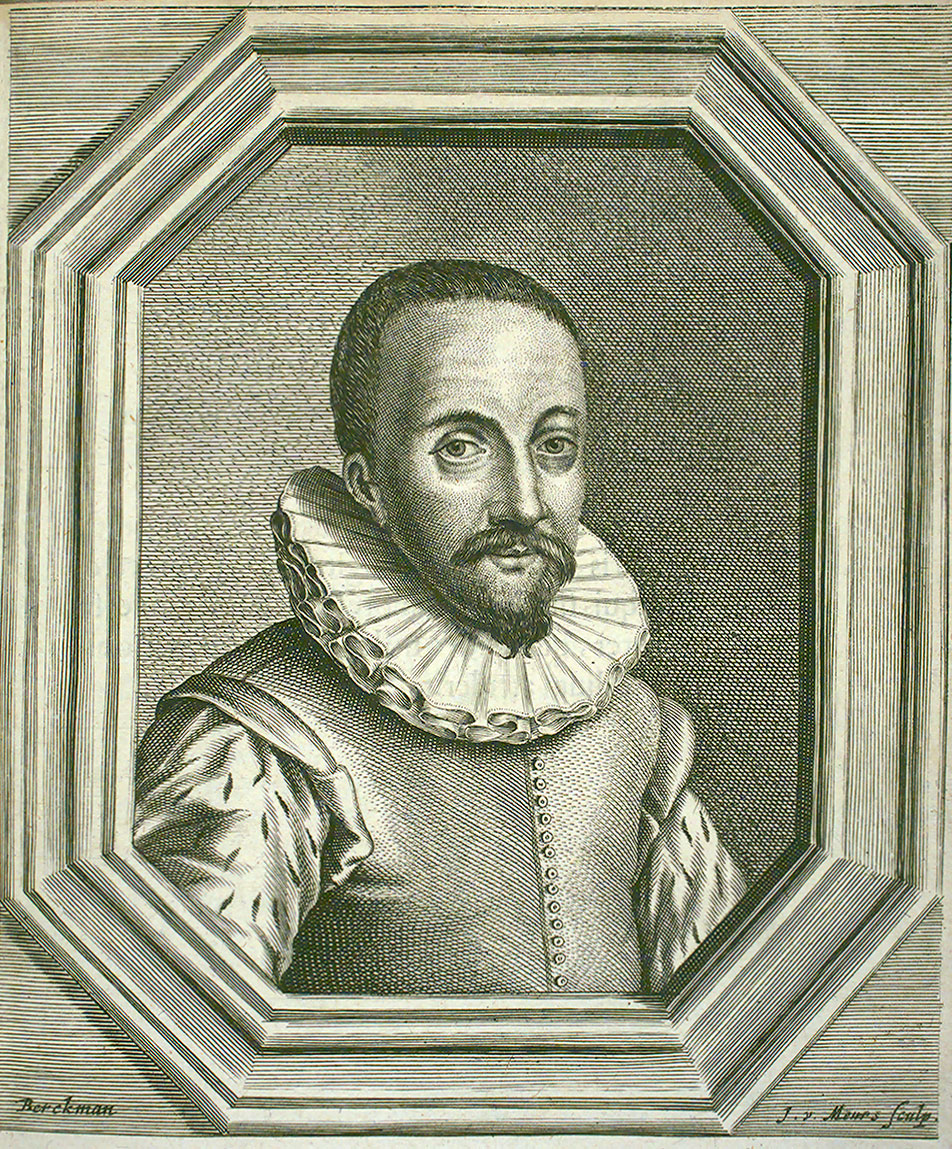
Porträtt av Hans Lippershey.

Hans Lippershey, Johann Lippershey, även Lipperhey, (ca 1570-1619) var en nederländsk linstillverkare, som anses vara teleskopets uppfinnare. Den 2 oktober 1608 fick han patent på det som idag kallas ett refraktorteleskop. 

## Biografi
Hans Lippershey föddes i den tyska staden Wesel ca år 1570. Det finns osäkerhet kring det exakta födelseåret. Han bosatte sig i staden Medelburg där han startade linstillverkning. Lippershey dog 1619. 

## Uppfinningen av teleskopet
Hans Lippershey konstruerade ett teleskop år 1608. Enligt sägnen lekte två barn med linser i hans affär och satte ihop två stycken, tittade mot ett avlägset kyrktorn och upptäckte att motivet blev förstorat. Det ska vara grunden till Lippersheys utveckling av teleskopet. Uppfinningen var ursprungligen tänkt att användas för militära ändamål i syfte att se fienden tidigt på slagfältet. Det kom dock framförallt att användas för att observera stjärnhimlen och planeterna. Även om Lippersheys uppfinning var det första praktiskt användbara teleskopet är det osäkert om han var ensam uppfinnare till det. Faktum är att den nederländska patentmyndigheten avslog Lippersheys begäran om ett 30-årigt patent med motiveringen att uppfinningen var känd sedan tidigare. Tekniken var känd sedan flera hundra år tillbaka, men det var först när linstillverkningen förbättrades som den blev praktiskt användbar.
Redan året efter, år 1609, vidareutvecklades teleskopet av den toskanske vetenskapsmannen Galileo Galilei. Han fick höra talas om uppfinningen i maj 1609 och tillverkade snabbt en egen, förbättrad version av teleskopet.

## Lippershey har gett namn till månkrater
Det finns en liten krater på månen som är uppkallad efter Lippershey. Kratern, som har en diameter på 6 kilometer finns i den sydöstra delen av Mare Nubium på latitud 25.9S och longitud 10.3V.